# 柳多米爾卡河
柳多米爾卡河（烏克蘭語：Людомирка），是烏克蘭的河流，位於該國西部，屬於伊克瓦河的右支流，發源自斯季若克以西，流經捷爾諾波爾州和羅夫諾州，河道全長20公里。